# 新西爾基 (亞沃里夫區)
49°50′6″N 23°26′34″E / 49.83500°N 23.44278°E
新西爾基（烏克蘭語：Новосілки）是位於烏克蘭西部的村莊，由利沃夫州亞沃里夫區的亞沃里夫市鎮負責管轄。該村始建於1470年，面積5.65平方公里，海拔高度242米，2001年人口191，人口密度每平方公里33.81人。